# Euproctis staudingeri
Euproctis staudingeri är en fjärilsart som beskrevs av John Henry Leech 1888. Euproctis staudingeri ingår i släktet Euproctis och familjen tofsspinnare. Inga underarter finns listade i Catalogue of Life.